# Вулкан Крашенинникова
Вулкан Крашенинникова (рос. Вулкан Крашенинникова) — комплекс із двох стратовулканів, що перетинаються, всередині великої кальдери на східному узбережжі півострова Камчатка, Росія. Розташований в Кроноцькому заповіднику на південь від Кроноцького озера. Названий на честь дослідника Степана Крашенинникова.
Нинішній цикл виверження почався приблизно 600 років тому. Останнє виверження вулкана відбулося приблизно в 1550 році.

### Друге виверження вулкана
2 серпня 2025 року через три дні після того, як стався землетрус на Камчатці, вулкан почав активно вивергатися та викинув стовп попелу на висоту 6 км.